# Кутыбаев, Саламат
Салама́т Кутыба́ев, иногда Куттыба́ев, Куттиба́ев, Куттибо́ев (узб. Salamat Quttiboyev; каракалп. Salamat Quttibayev; 21 мая 1986 года, Нукус, Каракалпакская АССР, Узбекская ССР, СССР) — узбекистанский футболист каракалпакского происхождения, полузащитник. Играл за сборную Узбекистана.
Начал карьеру в нукусском клубе «Джайхун». В высшем дивизионе Узбекистана дебютировал в 2009 году в составе «Машъала». Позднее играл за «Согдиану», «Алмалык», «Бухару», «Локомотив» (Ташкент), «Металлург» (Бекабад), «Нефтчи» (Фергана). Провёл более 200 матчей в высшем дивизионе.
Играл в юношеской и молодёжной сборных Узбекистана. С 2016 года стал привлекаться в национальную сборную. Дебютировал 7 июня 2016 года в товарищеском матче против Канады. Всего в 2016—2017 годах сыграл за сборную 3 матча, все — товарищеские.